# Spiculonana bathyalis
Spiculonana bathyalis is een pissebed uit de familie Paramunnidae. De wetenschappelijke naam van de soort is voor het eerst geldig gepubliceerd in 2004 door Jean Just & George D.F. Wilson.